# Форма голосу
«Форма голосу» (яп. 聲の形, Кое но катачі) — манґа, яку написала та проілюструвала Йошітокі Ойма. Спочатку манґа вийшла у вигляді ван-шота в журналі Bessatsu Shōnen Magazine, а потім серійно виходила в журналі Weekly Shonen Magazine видавництва Kodansha. 2015 року, манґа була номінована на премію Manga Taisho. З 2016 вийшов повнометражний фільм, створений Kyoto Animation.

## Сюжет
Історія розгортається навколо Шьої Ішіди, шкільного хулігана. Навчаючись в початковій школі, він разом зі своїми друзями знущався над глухою однокласницею Шьоко Нішімією. Коли про це дізналися дорослі, то всю провину діти переклали на героя. Зрештою Ішіда стає ще одним об'єктом для знущань, про що він здогадався тільки після переведення Нішімії в іншу школу (вона постійно стирала неприємні написи з його парти). Хлопчик стає вигнанцем у своєму класі і вирішує, що в друзях немає сенсу. У середній школі про його знущання над глухою дівчинкою дізналися практично відразу, що призводить його до повної відчуженості від навколишнього світу.
Не маючи ні друзів, ні планів на майбутнє, він задумався про самогубство. Перед його виконанням він продав всі свої речі, щоб повернути матері витрачені на його витівки гроші, та вирішив виправити головну помилку свого дитинства. Ішіда шукав Нішімію і навіть вивчив японську жестову мову на базовому рівні, щоб вибачитися. Саме зустріч з нею змусила головного героя переглянути своє рішення. Щоб спокутувати свій гріх, він вирішив знайти Нішімії друзів, які приймали б її такою, яка вона є. Згодом у нього з'являються нові друзі і він все частіше зустрічається після школи на мосту з Нішімією.

## Персонажі
Шьоя Ішіда (яп. 石田 将也, Ішіда Шьо:я)
Сейю: Іріно Мію, Мацуока Маю (в дитинстві)
Головний герой історії, хуліган, що знущався над глухою однокласницею. Незабаром став вигнанцем і перестав звертати увагу на навколишніх людей (уявляючи їх усіх з величезним хрестом на обличчі). Ця самотність довела його до рішення накласти на себе руки, проте зустріч з Нішімією змусила його передумати. Намагаючись виправити помилки дитинства, все частіше проводить час з Нішімією. Ішіда відчуває, що він не був достатньо покараний за знущання над Нішімією і часто хотів вбити молодого себе. Він змирився з тим, що більше ніколи не зможе знову знайти друзів, однак хоче знайти їх для Нішімії. Зрештою Ішіда вважає себе ненадійним оповідачем, оскільки він сфабрикував більшу частину своїх спогадів про інших людей, які знущаються над Нішімією, щоб полегшити свої муки і переконати себе, що він був не єдиним винуватцем, однак насправді інші діти перетворили Ішіду в козла відпущення, щоб не брати відповідальність на себе. У міру того, як серія прогресує, Ішіда допомагає Нішімії знайти друзів. Він також рятує її, коли та стрибає з балкону власної квартири, але страждає при цьому сам. В кінці манґи змінює свою думку про оточення і знімає з усіх «хрести».
Шьоко Нішімія (яп. 西宮 硝子, Нішімія Шьо:ко)
Сейю: Хаямі Саорі
Головна героїня історії, глуха дівчинка, над якою знущався головний герой зі своїми друзями. У молодшій школі через знущання була змушена піти вчитися в іншу школу. Через п'ять років Ішіда знайшов її, щоб вибачитися. Намагалася сховатися від нього, але зрозуміла, що він змінився, коли той заговорив з нею жестовою мовою. Живе з матір'ю і сестрою, бо батько покинув сім'ю, коли Нішімія була ще зовсім маленькою, дізнавшись про її глухоту. Не ображається на своїх кривдників і навіть посміхається їм у відповідь, через що інші вважають, що вона вдає свої почуття. Вирішує накласти на себе руки, дізнавшись, що Ішіда втратив всіх своїх друзів через неї. Зрештою врятована ним же і розуміє, наскільки було егоїстичне її рішення. Закохана в Ішіду, але через мовний бар'єр той постійно не розуміє її, коли Нішімія намагається розповісти про свої почуття.
Юдзуру Нішімія (яп. 西宮 結絃, Нішімія Юдзуру)
Сейю: Аой Юкі
Молодша сестра Шьоко і учениця середньої школи. Займається фотографією, переважно фотографуючи мертвих тварин, що призводить до конфліктів з матір'ю. Як з'ясувалося, ці фотографії потрібні, щоб Нішімія зрозуміла, наскільки жахлива смерть і не намагалася накласти на себе руки. У дитинстві обрізала своє волосся, щоб мама дозволила Нішімії відрощувати своє. Відтоді зберегла коротку стрижку, через що її часто плутають з хлопчиком. Відчуває величезну ненависть до всіх, хто образив Нішімію, проте змінила свою думку з приводу Ішіди і незабаром стала навіть заохочувати його бажання дружити зі старшою сестрою.
Наока Уено (яп. 植野 直花, Уено Наока)
Сейю: Канеко Юкі
Колишня однокласниця Ішіди і Нішімії. У початковій школі разом з Шьоєю всіляко знущалася над Шьоко. Зізнається головному герою, що той їй був не байдужий. Вважає, що Нішімія використовує свою інвалідність, щоб привернути увагу Ішіди. Також вважає, що Ішіда став вигнанцем і ненавидить усіх саме через Нішімію. Ще Уено дратує безпорадність героїні перед кривдниками. Єдина в знімальній команді, яку Ішіда представляє з хрестом на обличчі, показуючи свою величезну огиду до неї, хоча та була з ним ближче всіх в початковій школі. Працює в кафе. У фіналі змінює своє ставлення до Нішімії.
Томохіро Наґацука (яп. 永京 友宏, Наґацука Томохіро)
Сейю: Оно Кеншьо
Однокласник Шьої, Машіби і Мікі в старшій школі. Став його першим другом в старших класах після того, як Ішіда врятував його від хулігана, вважаючи це актом доброти і непоганим початком для непорушної дружби. Перший, кого герой став помічати з навколишніх людей (не рахуючи сім'ї та Нішімії). Має досить специфічну зовнішність і часто бреше. Стає самопроголошеним кращим другом Ішіди і починає обожнювати його. Уено і Каваї вважають Наґацуку відразливим, а Ішіду починає дратувати бажання хлопця стати на бік героя, хоча вони ледь знайомі. Мріє стати режисером.
Мікі Каваї (яп. 川井 みき, Каваі Мікі)
Сейю: Хан Меґумі
Однокласниця Ішіди з початкової школи по старшу. Грає роль деякого каталізатора манґи, бо саме її звинувачення стали причиною його ізоляції серед однокласників, її ж слова стали причиною його відчуження від знімальної групи. Має досить нарцисичну особистість, бо вважає, що всі навколишні її люди повинні любити її. Має популярність як серед однокласників, так і серед учителів. Ішіда мало приділяв їй уваги, тому вважав, що вона теж знущалася над Нішімією, однак Мікі ніколи цим не займалася, але і не зупиняла кривдників. Після пропозиції зробити паперових журавликів, як бажання якнайшвидшого одужання Ішіди, викликає огиду у однокласників. Вперше випробувавши на собі відчуження, переглядає своє ставлення до оточення, вирішивши стати більш чутливою. Закохана в Сатоші Машібу.
Мійоко Сахара (яп. 佐原 みよこ, Сахара Мійоко)
Сейю: Ішікава Юї
Однокласниця Уено. Колишня однокласниця Ішіди і Нішімії. Єдина добре спілкувалася з Шьоко, для цього вчила жестову мову. Через свою дружбу з Нішімією стала об'єктом для знущань. Незабаром переїхала і перейшла в іншу школу, не перестаючи при цьому вивчати жестову мову. Сахара проводить найбільше часу з Нішімією і сміливо заявляє, що вони кращі подруги, бо через роки вони все одно залишилися досить близькі. Має неординарний смак, через що в старших класах деякі недолюблюють її, однак Мійоко сильно змінилася з віком, тому не звертає на це уваги і навіть захищає Нішімію від Уено. Сахара досить висока, що особливо помітно через її взуття на високих підборах.
Сатоші Машіба (яп. 真柴 智, Машіба Сатоші)
Сейю: Тойонаґа Тошіюкі
Однокласник Ішіди, Наґацукі і Мікі. Був одиноким в дитинстві і часто піддавався насильству з боку однокласників, тому жорстко сприймає абсолютно будь-який акт насильства. Врівноважений і спокійний. Не помічав почуттів Мікі, поки на них не вказав Ішіда. Вважав Ішіду асоціальнішим, ніж він є, і хотів на його тлі здаватися нормальним, що змушує Сатоші відчувати себе жалюгідним героєм фільму. Також саме з цієї причини без сумнівів вдарив Ішіду на його прохання. Перший помирився з Ішідою в лікарні. Через, як йому здавалося, несправедливі звинувачення в бік Ішіди, хлюпнув воду в обличчя Такеучі, коли разом з Шьоєю ходив випрошувати місце для знімання в школі.
Яеко Нішімія (яп. 西宮 八重子, Нішімія Яеко)
Сейю: Хірамацу Акіко
Мати Шьоко і Юдзуру. Холодна жінка і мати-одиначка, яка бажає своїм дітям тільки найкращого. Щодо виховання двох дочок їй допомагала власна мати, що позначилося на її відносинах з Юдзуру. Змушувала Шьоко ходити в початкову школу, попри знущання, бо вважала, що це підготує дочку до майбутнього. Хотіла обрізати Шьоко волосся, щоб та виглядала стійкішою, однак Юдзуру була категорично проти цього. Ненавидить Ішіду, вважаючи що саме він позбавив її дочку щасливого шкільного життя. Однак після смерті своєї мами пом'якшується і навіть дякує юнака за його дружбу з Юдзуру. Після спроби самогубства Шьоко стає ближче з Ішідою і його мамою.
Іто Нішімія (яп. 西宮 いと, Нішімія Іто)
Сейю: Тані Ікуко
Бабуся Шьоко і Юдзуру. Мудра і турботлива жінка, яка допомагала своїй дочці з вихованням її дітей. Позаяк саме вона провела найбільше часу з Юдзуру і саме вона купила Юдзуру першу камеру, та дуже дуже сильно її любила і більше всіх переживала її смерть. У своєму останньому листі пробує в останній раз переконати Юдзуру помиритися з матір'ю.
Міяко Ішіда (яп. 石田 美也子, Ішіда Міяко)
Сейю: Юкіно Сацукі
Добра і любляча мати-одиначка, яка володіє власною перукарнею, на другому поверсі, якою і живе сім'я. Розчарувалася в синові, дізнавшись про його знущання над глухою дівчинкою, і виплатила повну вартість слухових апаратів. Здогадалася про бажання сина звести рахунки з життям і загрожувала йому спалити залишені їй від нього гроші (в результаті випадково і спалила). Дуже добра до Юдзуру і дозволяє їй залишатися у них вдома. Доглядає за своєю онукою, Марією. Відчувала змішані почуття до Шьоко після попадання Ішіди в лікарню, хоча залишалася ввічливою з нею. Після пробудження сина знову з нею помирилася і дуже добре подружилася з її мамою.
Кадзукі Шімада (яп. 島田 一旗, Шімада Кадзукі)
Сейю: Нішітані Рьо, Коджіма Сачіко (в дитинстві)
Найкращий друг Ішіди в початковій школі, а так само його майбутніх кривдників. Налагодивши контакт з Шьоєю, Уено вирішила, що непогано буде повернути старі часи, а для цього потрібно помирити хлопця з Кадзукі. Дівчина відводить героя в парк розваг, де працює Шімада, однак у Ішіди інша думка з цього приводу. Він більше не бажає мати нічого спільного з Кадзукі. Коли Шьоя падає з даху, саме Кадзукі рятує його, проте герой цього не знає, бо був в комі, а єдиного свідка, Нішімію, сам Кадзукі просить не розповідати про це. Однак, не залишивши спроб помирити друзів, Уено розповідає про те, що сталося.
Кейсуке Хіросе (яп. 広瀬 啓祐, Хіросе Кейсуке)
Сейю: Масумото Такуя, Такеда Хана (в дитинстві).
Ще один найкращий друг Ішіди з часів початкової школи. Після переведення Нішімії знущався над ним разом з іншими. Допомагав врятувати Ішіду з річки.
Такеучі (яп. 竹内, Такеучі)
Сейю: Комацу Фумінорі
Класний керівник головних героїв в початковій школі. Досить дріб'язкова людина, яка вважає присутність Нішімії в школі несправедливим рішенням по відношенню до звичайних дітей. Хоч і був розчарований в Ішіді через його знущання, сам часто сміявся над жартами в сторону Шьоко. Після того як Ішіда заявив про це при директорі, став спонукати дітей в перетворенні Шьої на цапа-відбувайла і відмовився вірити йому, коли той розповів про знущання над ним. Через роки говорить Ішіді, що той перетворився на прекрасного юнака завдяки тим поганим речам, що з ним трапилися, проте не поміняв своє ставлення до Шьоко, що розлютило героя. Машіба виливає свій напій на вчителя, і той забороняє знімання на території школи. Змінив своє рішення після госпіталізації Ішіди.
Кіта (яп. 喜多, Кіта)
Вчитель музики в початковій школі, де вчилися герої. Кіта була єдиною з педагогічного складу, хто вирішив налагодити контакт з Шьоко. Вона навіть пропонувала класу вивчити жестову мову, однак так як вона сама її не знала, її пропозицію відкинули. Тоді вона вирішила включити Шьоко в шкільний хор, через що вони програли змагання, що змусило дітей ще більше невзлюбити дівчинку.
Марія Ішіда (яп. 石田 マリア, Ішіда Маріа)
Сейю: Камата Ерена
Племінниця Ішіди, наполовину японка і наполовину бразилійка. Вона постійно шукає різницю між мертвими і живими після падіння Ішіди, бо побоювалася, що той загинув. Юдзуру стала її наставником в цьому питанні.
Сестра Шьої (яп. 将也の姉, Шьо:я но ане)
Сейю: Хамаґучі Аяно
Єдиний персонаж, чиє обличчя не показують до самого кінця, постійно приховуючи якимись предметами. Вона значно старша за Шьою. Зустрічалася з величезною кількістю хлопців. Ішіда віддалився від неї, бо молодший брат одного з її залицяльників знущався над ним. Вийшла заміж за бразильця, від якого до кінця манґи чекає другу дитину.
Педро Ішіда (яп. いしだ ペドロ, Ішіда Педоро)
Сейю: Ватанукі Рюноске
Чоловік сестри Шьої і батько Марії. Після одруження взяв прізвище дружини. Вони з сестрою Шьої почали зустрічатися ще до переводу Шьоко в клас героя.

### Манґа
Йошітокі Ойма почала публікувати серію в журналі Weekly Shonen Magazine в серпні 2013 року. Перший танкобон манґи був виданий 15 листопада 2013 року. Заключний, сьомий том був виданий 17 грудня 2014 року. Станом на жовтень 2016 року сукупні продажу томів манґи склали понад три мільйони п'ятсот тисяч примірників.
Видається в Україні видавництвом «Nasha idea».

#### Список томів
| № | Японською         | Японською              | Українською   | Українською            |
| № | Дата виходу       | ISBN                   | Дата виходу   | ISBN                   |
| - | ----------------- | ---------------------- | ------------- | ---------------------- |
| 1 | 15 листопада 2013 | ISBN 978-4-06-394973-5 | 2 травня 2024 | ISBN 978-617-8396-15-2 |
| 2 | 17 січня 2014     | ISBN 978-4-06-395004-5 | 6 липня 2024  | ISBN 978-617-8396-41-1 |
| 3 | 17 березня 2014   | ISBN 978-4-06-395036-6 | 4 лютого 2025 | ISBN 978-617-8396-63-3 |
| 4 | 17 червня 2014    | ISBN 978-4-06-395111-0 | —             | —                      |
| 5 | 18 серпня 2014    | ISBN 978-4-06-395165-3 | —             | —                      |
| 6 | 17 жовтня 2014    | ISBN 978-4-06-395221-6 | —             | —                      |
| 7 | 17 грудня 2014    | ISBN 978-4-06-395268-1 | —             | —                      |

### Аніме
У останньому розділі манґи, що вийшов у 2014 році, було оголошено, що планується випуск аніме по даній серії.
17 вересня 2016 року в японський прокат вийшов повнометражний однойменний анімаційний фільм. Виробництвом фільму займалася студія Kyoto Animation.

## Нагороди та номінації
- 2017 — номінація на премію Майнічі за найкращий анімаційний фільм.
- 2017 — номінація на премію Японської кіноакадемії за найкращий анімаційний фільм року[21].
- 2017 — премія Tokyo Anime Award в категорії повнометражних фільмів.
- 2017 — премія японських кінокритиків в категорії найкращий анімаційний фільм року[22].
- 2017 — номінація на премію фестивалю в Ансі за найкращий повнометражний анімаційний фільм[23].